# センボンサイギョウガサ
センボンサイギョウガサ（千本西行傘、学名: Panaeolus cinctulus）は、Galeropsidaceae科ヒカゲタケ属に属する小型のキノコ（菌類）。世界中に広い分布を持つ。一箇所に多数生えることがあり、そこからこの名前がついた。幻覚作用のあるシロシビンが含まれる。形態的にコレラタケに類似しているため、しばしば間違えられる。
20世紀の初頭、ヨーロッパでは雑草ヒカゲタケ (weed Panaeolus) とよばれた。商業用きのこの菌床から生えることが多かったからである。酔うため、このキノコは取り除かなければならない雑草のような存在であった。栽培は容易である。

## 特徴
子実体は傘と柄からなる。傘は1.5 - 6センチメートル (cm) 。はじめは円錐形で、のちに中央部がわずかに盛り上がった平らに開く。表面は舐めらかで吸水性を持ち、湿っているときは赤茶色であり、乾いているときは淡い土褐色となり、成熟すると傘の端に沿って暗い帯がみられる帯黒となる。
肉は赤茶色からクリーム色に近い色をしており、肉厚は薄い。
ヒダははじめ暗灰褐色のちに胞子が成熟するとほぼ黒色になり、縁の部分は白色でわずかに粉状に見える。ヒダは密に配列し、柄に対して湾生する。胞子は黒く滑らかで細かい。12×8ナノメートル (nm) 程度の大きさで楕円形。 
柄は中空で、長さ2 - 10 cm、太さは3 - 9ミリメートル (mm) で先細りになっている。柄の表面は傘とほぼ同色。上部は微粉状に覆われたようになっており、時々灰色の胞子の粉がついている。くぼみ、どんな膜にも覆われておらず、小さく白い小繊維に覆われており、頂点にや柄の下側に筋がついている。柄の基部は汚れており白い菌糸が付着する。ストロー状になっている。
新鮮なものはでんぷん質で、乾燥すると岩塩風の味になる。

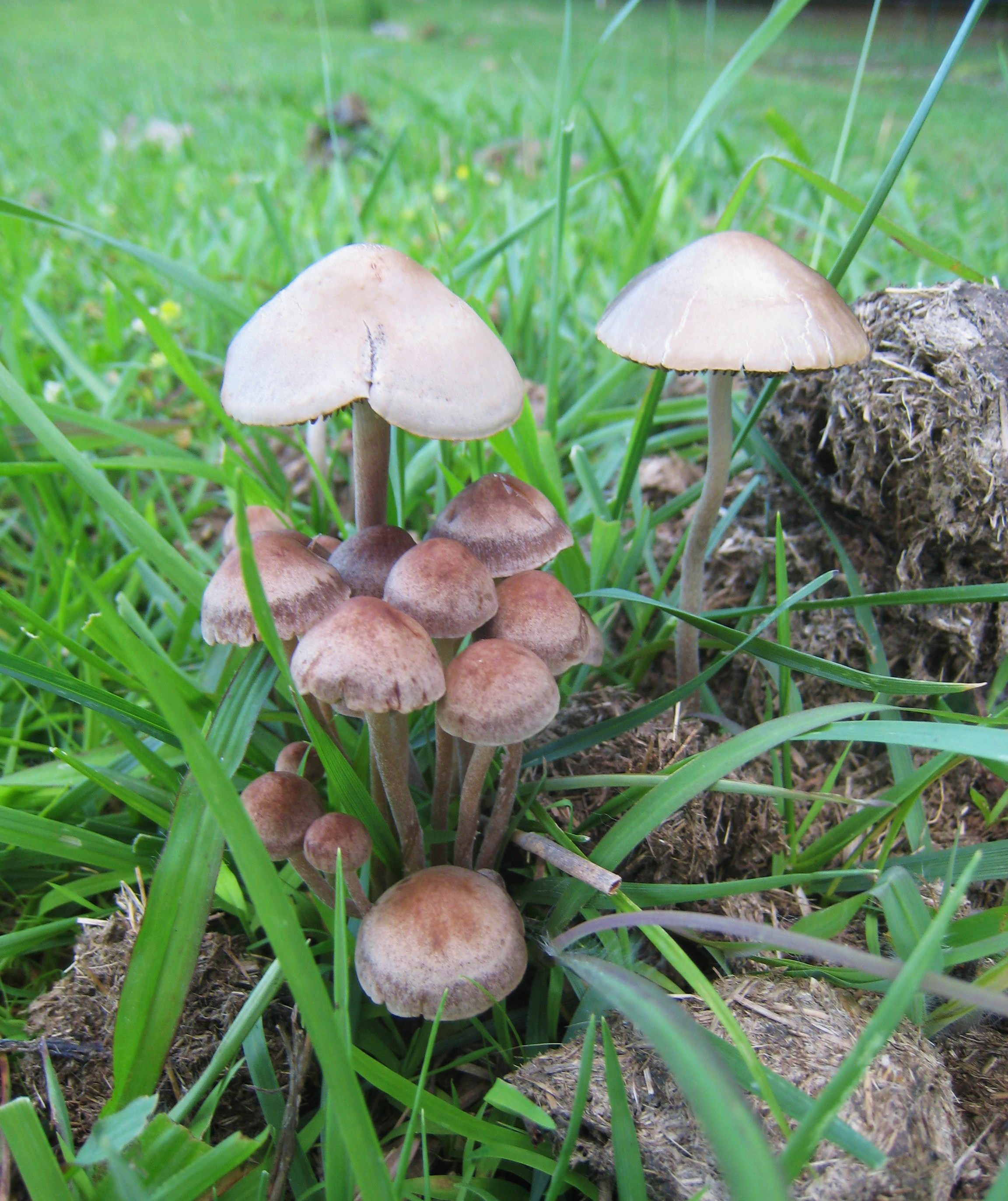
湾生し、円錐の傘は平に向けて開いていく。
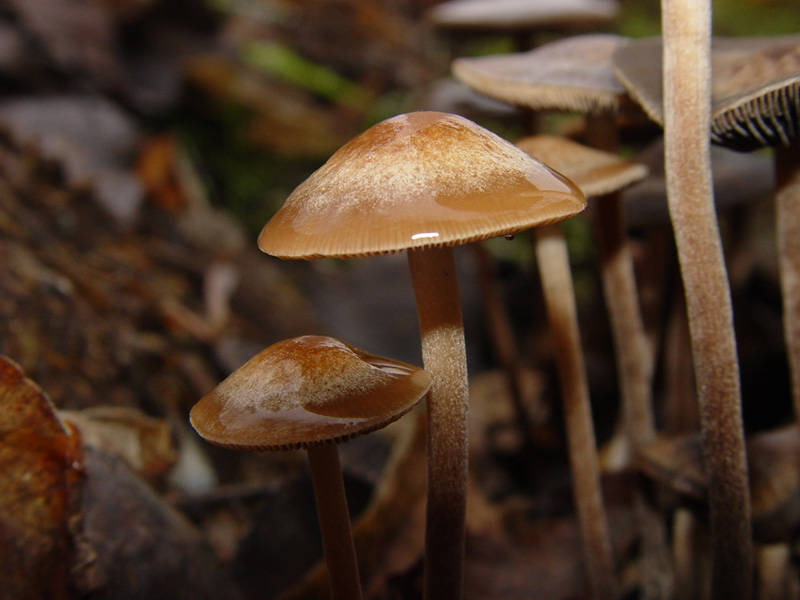
湿った状態では赤褐色。
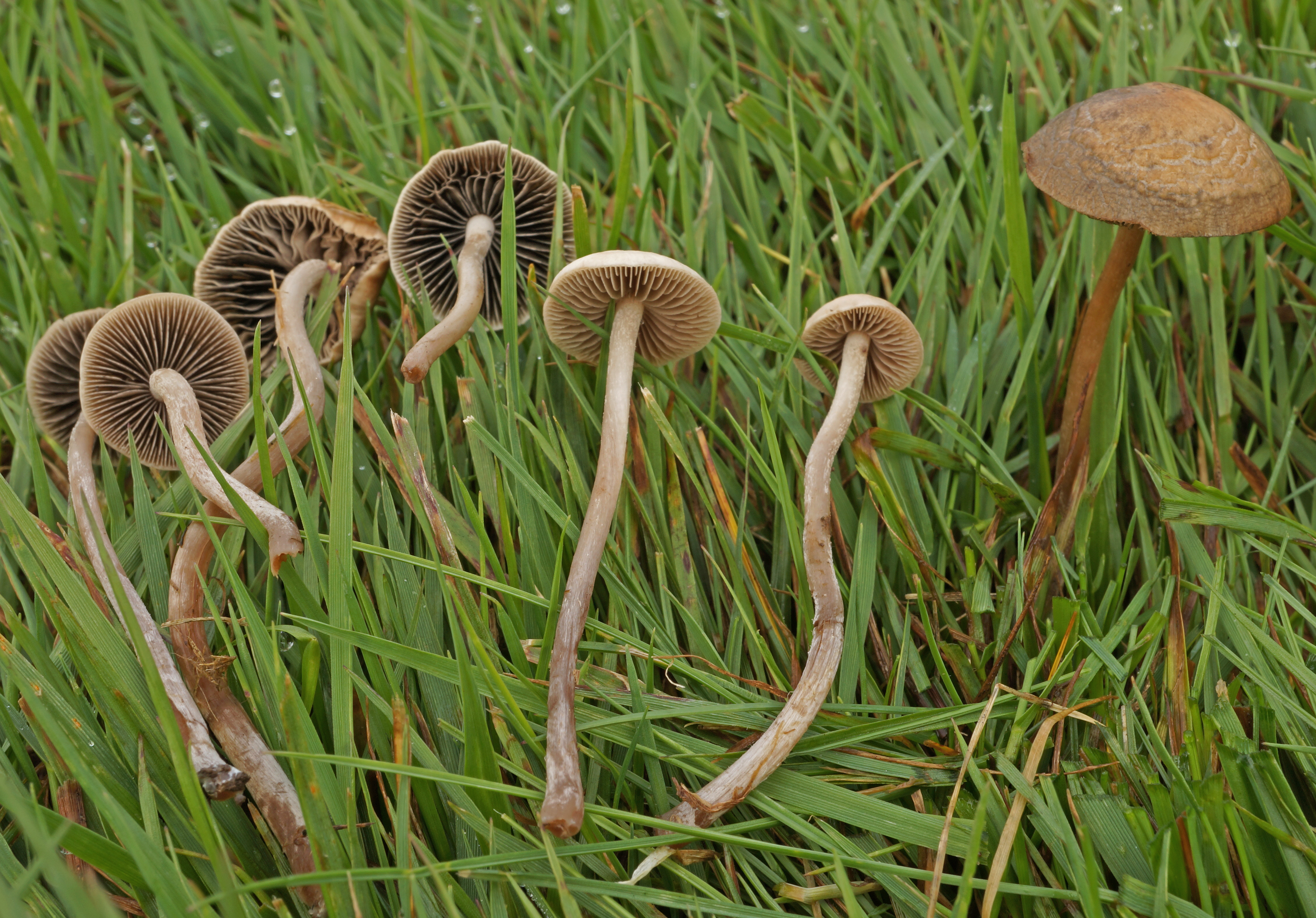
全体像。
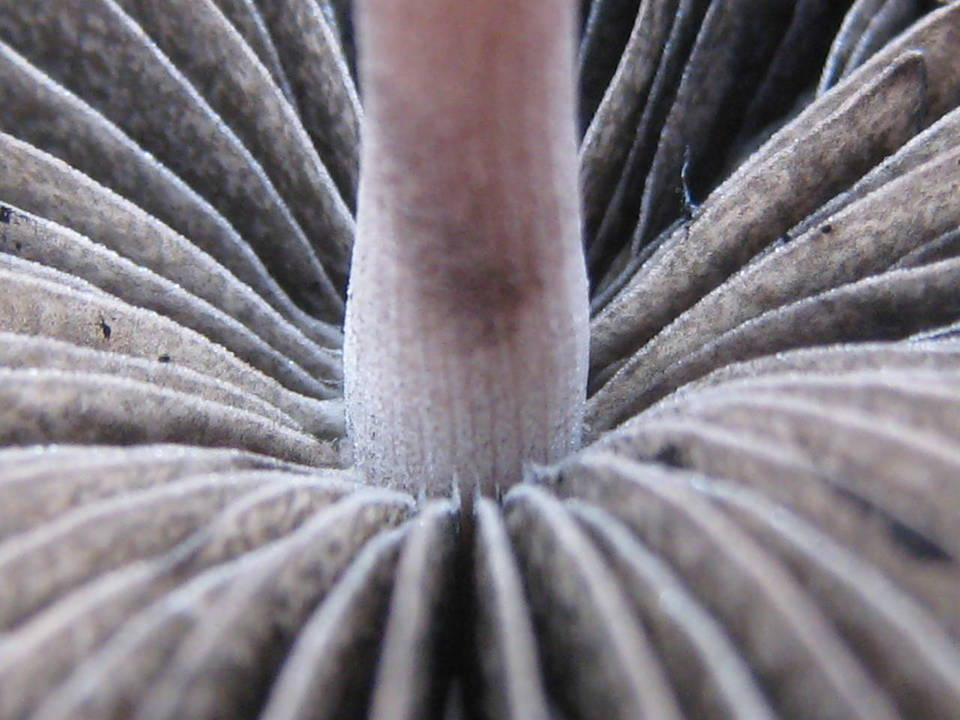
ひだを拡大して撮影。
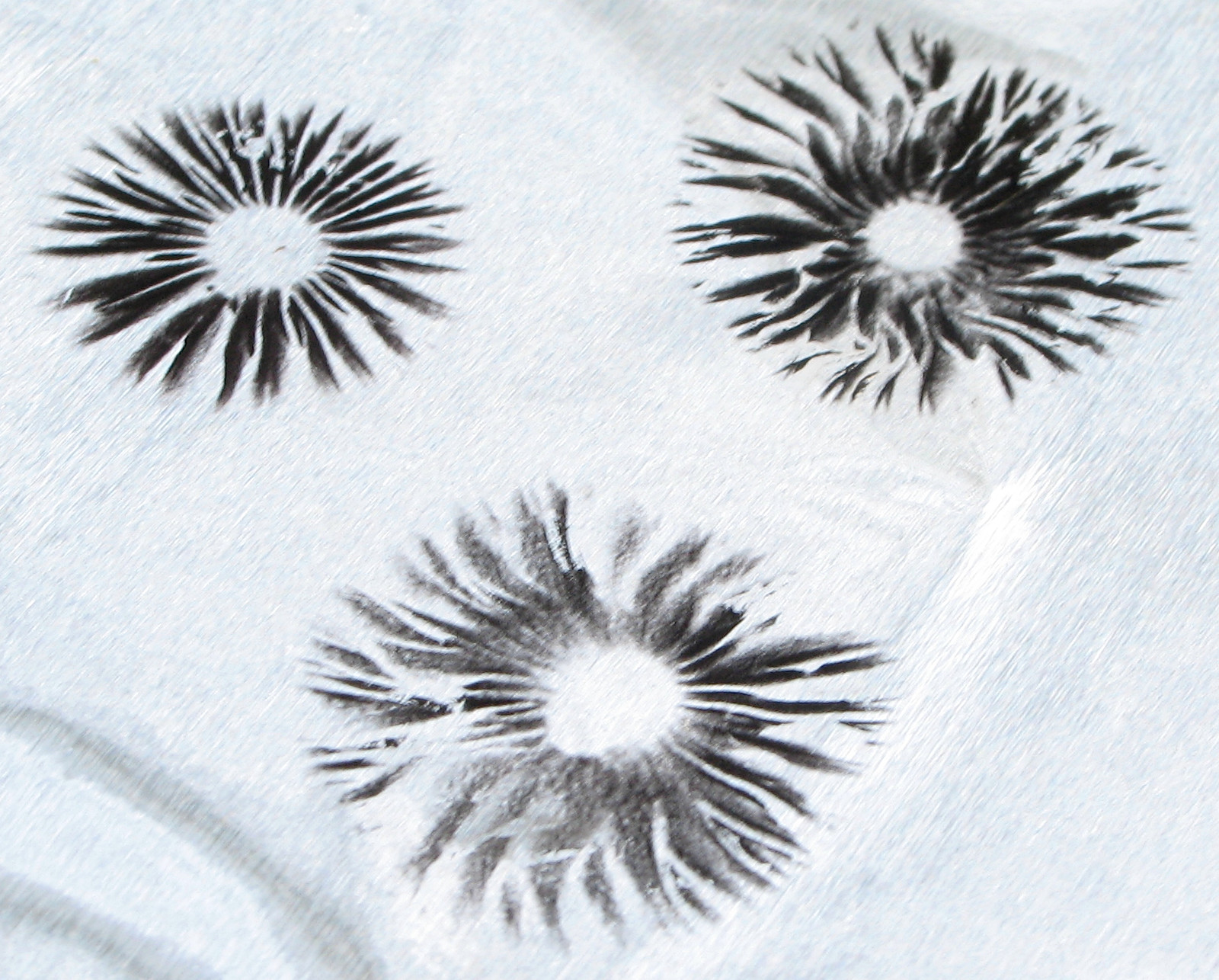
胞子紋

## 分布・生息地
アメリカ（北カルフォルニアやワシントン、特にオレゴン州）、カナダ、南米、ヨーロッパ、アジア、ロシア、オセアニアなど世界の広くに分布する。日本では7月の宮城県、5月の滋賀県、沖縄。
春から秋にかけて、牛馬の糞、畑地、腐葉土、木材チップが撒かれた公園の遊歩道などでも見られ、束生または何千本も群生することがある。また山道沿いの草地など。エノキタケを栽培した後の、ぬかやもみ殻を混ぜたおがくずに発生しやすく、エノキタケの栽培地で誤食が多い。アメリカでは、豪雨の後の、春先、秋先に群生する。日本では本州と北海道であり、地方によっては堆肥にほぼ通年みられる。センボンサイギョウガサは好糞性であり、糞や、芝生、干草、堆肥、厩、木片などでよく育つ。

## 栽培
高額な装置を用いずとも、栽培は初心者にも簡単である。胞子を採取するには、柄から傘をとり、清潔な紙にヒダを向けて置き、上からガラス瓶を置き20分ほどで黒い胞子を産生するか、あるいはヒダをスワブ綿棒でぬぐい、ぬぐった綿の端を培養試験管に入れる。この胞子を減菌された培養地に移す。あるいは、20時間が経過していない傘から培養地を作ることもできる。すでに本キノコが繁殖した堆肥化したワラを、ワラを並べた裏庭に置くことで屋外栽培も可能で、雨が降れば豊富に成長する。湿度90度以上、温度27度から30度の暗所で培養され、その後は光を得て適切に成長し、収穫時には湿度85%から92%、温度24度から27度である。

## 毒
このキノコはいわゆる毒キノコである。幻覚を起こすシロシビンやバエオシスチンなどのインドールアルカロイドが多く含まれている。中毒症状は、頭痛、悪寒、平衡感覚喪失、めまい、血圧降下、幻覚、精神錯乱などの中枢神経系の中毒を引き起こすとされ、毒はワライタケより強いと言われている。いわゆるマジックマッシュルームである。このため日本では法によって不法な所持・使用が禁止されている。
アメリカでは、シロシビンが規制物質法で規制されているため、含有するキノコは規制物質の「容器」だと考えられ、所持・使用はほとんどの州で禁止されている。
滋賀県で採取された本種のシロシビン含有成分の量は、重量当たり、0.64-0.7%であった。なおベオシスチンの方が多く、N-Nジメチルトリプタミン(DMT)も検出された。